# ولید خالدی
ولید خالدی (عربی: وليد خالدي؛ زاده: ۱۹۲۵ (۹۹–۱۰۰ سال)) تاریخدان و نویسنده پرتلاش با انبوهی نوشته؛ در رابطه با پناهندگی فلسطینیان و جنگ ۱۹۴۸ می‌باشد.
همچنین او یکی از بنیانگذاران دانشکده فلسطینی برای پژوهش‌ها در منصب دبیرکلی آن می‌باشد.
الخالدی در قدس به دنیا آمد؛ و سال ۱۹۵۱از دانشگاه آکسفورد فارغ‌التحصیل شد؛ و در کنفرانس‌های بررسی‌های سیاسی در دانشگاه آمریکایی بیروت تا سال ۱۹۸۲ شرکت می‌کرد. سپس در مرکز دانشگاه هاروارد در امور بین‌المللی مشغول کارهای پژٰوهشی بوده و تحقیقاتی را انجام می‌داد.
همچنین الخالدی از بنیانگذاران سندیکای علمی پادشاهی در امان بود، این سندیکا همکار دانشکده آمریکایی تاریخ ادبیات و علوم انسانی می‌باشد.